# Нина Дзилли
Ни́на Дзи́лли (итал. Nina Zilli, настоящее имя Мари́я Кья́ра Фраске́тта, итал. Maria Chiara Fraschetta; род. 2 февраля 1980, Пьяченца) — итальянская певица. Представляла Италию на конкурсе песни «Евровидение 2012».

## Биография
Родилась 2 февраля в 1980 году в Пьяченце. В возрасте 10—15 лет обучалась в международной школе в Ирландии, а в 13 лет решила поступить в местную консерваторию для изучения оперного вокала. В 1997 году создала собственную поп-группу The Jerks. После окончания консерватории переехала в США, где прожила два года.
В начале 2000-х она начинает работать на телевидении, приняв участие в итальянском телевизионном шоу Roxy Bar на TMC2. Год спустя Нина дебютирует в роли VJ на MTV Italy. К тому времени The Jerks уже не существует, и тогда, в 2000 году, она собирает новую группу, получившую название Chiara e gli Scuri. Год спустя выходит их дебютный сингл «Tutti al mare», и группа приступает к записи альбома, который, однако, не был выпущен из-за разногласий с лейблом.
Спустя несколько лет Нина поступает в IULM University of Milan.
28 июля 2009 года она выпускает свой дебютный сингл «50mila». Эта песня позднее вошла в саундтрек к фильму «Холостые выстрелы». Затем, 11 сентября 2011 года выходит первый EP певицы Nina Zilli, выпущенный на лейбле Universal Music и занявший 54-ю позицию в хит-параде Италии. Позднее часть песен войдёт в первый полноформатный альбом Нины. Также на EP присутствовал кавер на песню «You Can’t Hurry Love» группы The Supremes.
12 января 2010 года было сообщено, что Нина Дзилли стала одной из победителей Sanremo New Generation, что позволило ей выступить на 60-м фестивале в Сан-Ремо, где она выступила с песней «L’uomo che amava le donne». Нина вышла в финал, но уступила Тони Майелло с песней «Il linguaggio della resa». В ходе конкурса она получила награду критиков Mia Martini.
19 февраля 2010 года выходит дебютный альбом Дзилли Sempre lontano. Песни «50mila» и «L’inferno» были включены в саундтрек футбольного симулятора Pro Evolution Soccer 2011. 30 ноября 2011 года альбом был переиздан вместе с синглом «Bacio d’a(d)dio». 18 февраля Sempre lontano получил платиновую сертификацию в Италии, разойдясь в количестве 60000 копий.
В 2011 году Нина Дзилли была номинирована на 2011 TRL Awards в номинациях «Best Look» и «Italians Do It Better».
В 2012 году, во время участия певицы в фестивале Сан-Ремо, было объявлено, что Дзилли представит Италию на конкурсе песни «Евровидение». На «Евровидении 2012» она исполнила песню «L’amore è femmina (Out of Love)», войдя в первую десятку. По результатам голосования, Нина заняла 9-е место, набрав 101 балл.

## Дискография

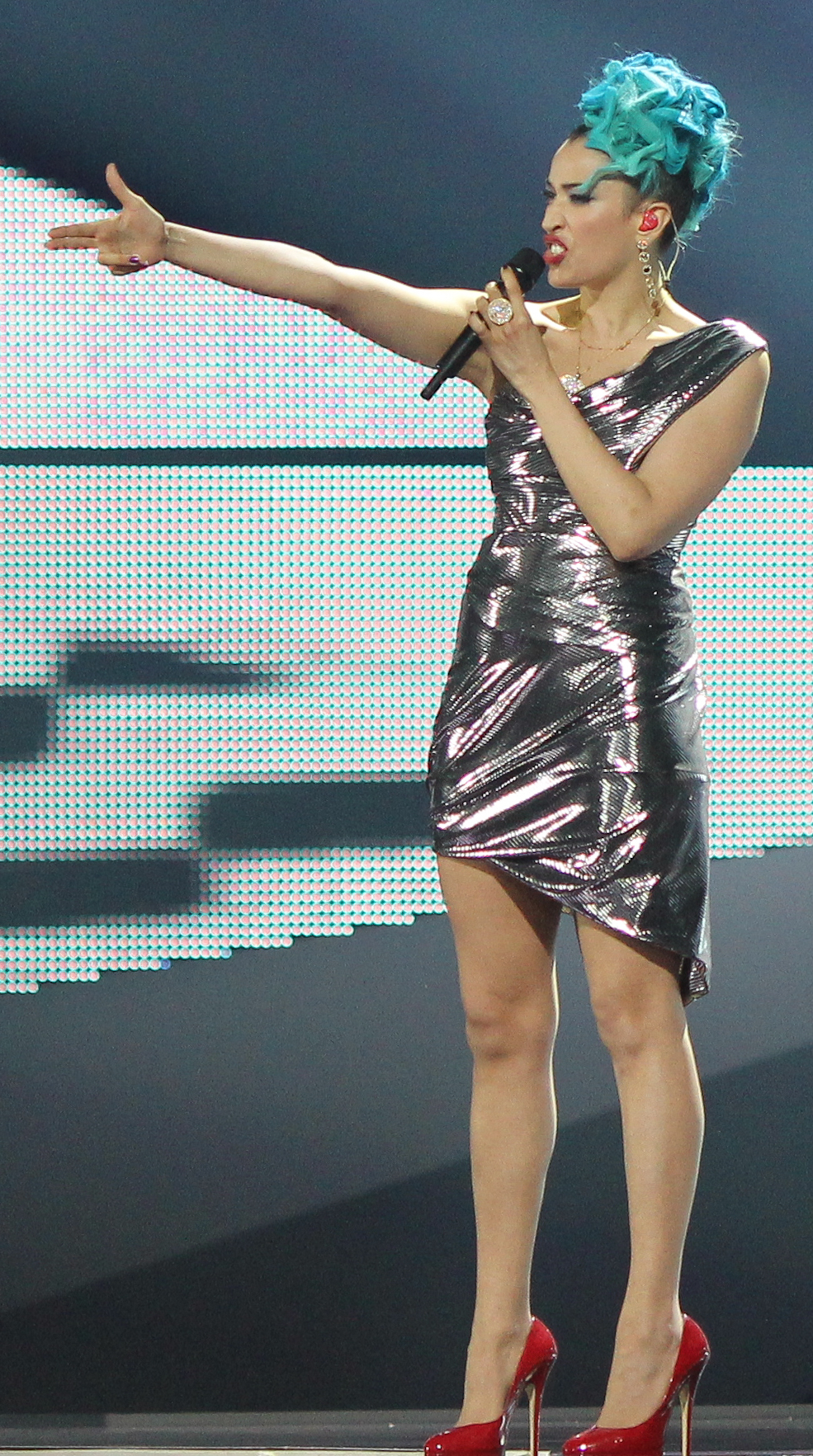
Нина Дзилли во время костюмной репетиции финала «Евровидения-2012». Баку, 25 мая 2012 года

### Альбомы
- Sempre lontano (2010)
- L’amore è femmina (2012)
- Frasi & fumo (2015)
- Modern Art (2017)

### EP
- Nina Zilli (2009)

### Синглы
- "50mila" (2009)
- "L’inferno" (2009)
- "L’amore verrà" (2009)
- "L’uomo che amava le donne" (2010)
- "Bacio d’a(d)dio" (2010)
- "Per sempre" (2012)
- "L’amore è femmina" (2012)
- "Per le strade" (2012)
- "Una notte (2012)"
- "Uno di quei giorni" (con J-Ax) (2014)
- "Sola" (2015)
- "#RLL (Riprenditi le lacrime)" (2015)
- "Mi hai fatto fare tardi" (2017)
- "Domani arriverà (Modern Art)" (2017)
- "Senza appartenere" (2018)
- "1xUnAttimo" (2018)
- "Ti amo mi uccidi" (2018)
- "Schiacciacuore" (con Nitro) (2020)
- "Señorita" (con Clementino) (2021)
- "Munsta" (2022)
- "Innamorata (F_____U!)" (2023)

## Награды
| Год  | Награда                   | Номинация                              | Песня                       | Результат |
| ---- | ------------------------- | -------------------------------------- | --------------------------- | --------- |
| 2010 | Фестиваль Сан-Ремо        | Newcomers' Critics Award "Mia Martini" | «L'uomo che amava le donne» | Победа    |
| 2010 | Фестиваль Сан-Ремо        | Assomusica Award                       | «L'uomo che amava le donne» | Победа    |
| 2010 | Фестиваль Сан-Ремо        | Press, Radio & TV Award                | «L'uomo che amava le donne» | Победа    |
| 2010 | Wind Music Awards         | Young Artists Award                    | —                           | Победа    |
| 2010 | TRL Awards                | Best Look                              | —                           | Номинация |
| 2010 | Premio Videoclip Italiano | Best Video by a Female Artist          | «L'uomo che amava le donne» | Номинация |
| 2010 | MTV Europe Music Awards   | Best Italian Act                       | —                           | Номинация |
| 2011 | Premio Videoclip Italiano | Best Video by a Female Artist          | «Bacio d'a(d)dio»           | Номинация |
| 2011 | Wind Music Awards         | Platinum Award                         | Sempre lontano              | Победа    |
| 2011 | TRL Awards                | Italians Do It Better                  | —                           | Номинация |
| 2011 | TRL Awards                | Best Look                              | Herself                     | Номинация |
| 2015 | Lunezia Award             | Vintage-Pop Award                      | Frasi & fumo                | Победа    |